# Green Live
Albums de Morning Musume
Best! Morning Musume 1
(2001) 4th Ikimasshoi!
(2002)
Vidéos par Morning Musume
Live Revolution 21 Haru
(2001) Concert Tour 2002 Haru
(2002)
Green Live (écrit en capitales : GREEN LIVE) est une vidéo musicale du groupe de J-pop Morning Musume, la cinquième d'un concert du groupe.

## Présentation
La vidéo sort au format DVD le 5 septembre 2001 au Japon sous le label zetima. Elle atteint la 2e place du classement de l'Oricon, restant classée pendant 7 semaines, pour un total de 21 578 exemplaires vendus. 
Le concert filmé avait eu lieu en clôture du premier spectacle sportif des artistes du Hello! Project, le Hello! Project Daiundōkai, le 31 mars 2001 dans la salle omnisports Saitama Super Arena ; il s'agit donc plus d'un spectacle musical que d'un véritable concert, expliquant sa courte durée et les survêtements de sport portés par les membres du groupe.
L'une d'elles, Maki Gotō, qui débute en parallèle une carrière solo, interprète en solo la chanson de son premier single sorti trois jours auparavant : Ai no Bakayarō. De même, Yuko Nakazawa, qui allait quitter le groupe 15 jours plus tard en avril pour se consacrer à sa propre carrière solo, interprète en solo la chanson de son dernier single en date : Kuyashi Namida Porori. Les sous-groupes Tanpopo, Petit Moni et Mini Moni interprètent également un de leurs titres récents en première partie du concert. Le groupe Morning Musume au complet interprète ensuite quatre de ses chansons de singles les plus connues, en promotion de sa compilation de singles Best! Morning Musume 1 sortie en janvier précédent.

## Participantes
- Morning Musume
  - 1re génération : Yūko Nakazawa, Kaori Iida, Natsumi Abe
  - 2e / 3e générations : Kei Yasuda, Mari Yaguchi / Maki Gotō
  - 4e génération : Rika Ishikawa, Hitomi Yoshizawa, Nozomi Tsuji, Ai Kago
- Tanpopo (Kaori Iida, Mari Yaguchi, Rika Ishikawa, Ai Kago)
- Maki Gotō en solo
- Yūko Nakazawa en solo
- Mini Moni (Mari Yaguchi, Nozomi Tsuji, Ai Kago, Mika)
- Petit Moni (Kei Yasuda, Maki Gotō, Hitomi Yoshizawa)

## Liste des titres
| 1.  | Opening (OPENING)                                                   | Présentation                                    |  |
| 2.  | Koi wo Shichaimashita! (恋をしちゃいました!) (par Tanpopo)          | Single de Tanpopo                               |  |
| 3.  | Ai no Bakayarō (愛のバカやろう) (par Maki Gotō)                     | Single de Maki Gotō                             |  |
| 4.  | Kuyashi Namida Porori (悔し涙 ぽろり) (par Yūko Nakazawa)           | Single de Yūko Nakazawa                         |  |
| 5.  | Mini Moni Jankenpyon! (ミニモニ。ジャンケンぴょん!) (par Mini Moni) | Single de Mini Moni                             |  |
| 6.  | Baby! Koi ni Knock Out! (BABY! 恋に KNOCK OUT!) (par Petit Moni)    | Single de Petit Moni                            |  |
| 7.  | Renai Revolution 21 (恋愛レボリュ－ション21)                        | de l'album Best! Morning Musume 1               |  |
| 8.  | Koi no Dance Site (恋のダンスサイト)                                | de Best! Morning Musume 1 / 3rd -Love Paradise- |  |
| 9.  | I Wish (I WISH)                                                     | de l'album Best! Morning Musume 1               |  |
| 10. | Love Machine (LOVEマシ－ン)                                         | de Best! Morning Musume 1 / 3rd -Love Paradise- |  |
| 11. | Ending - I Wish (Instrumental) (ENDING - I WISH)                    | du single I Wish                                |  |